# 阿拉伯社会主义联盟党
阿拉伯社会主义联盟党（羅馬化：Hizb Al-Ittihad Al-Ishtiraki Al-'Arabi）是叙利亚的一个已不存在的纳赛尔主义政党。该党成立于1973年，分裂自阿拉伯社会主义运动。萨夫万·库德西曾长期领导该党。该党曾是阿拉伯复兴社会党—叙利亚地区领导的全国进步阵线的成员。阿萨德政权垮台后，该党于2025年1月29日被叙利亚过渡政府取缔。